# Haminah Hamidun
Tuanku Sultanah Hajah Haminah binti Hamidun (nacida el 15 de julio de 1953) fue Raja Permaisuri Agong, o reina consorte, de Malasia y sultana consorte de Kedah. Nacida como plebeya en Bagan Serai, Perak, se casó con el sultán Abdul Halim, el 25 de diciembre de 1975 y, como segunda esposa del sultán, fue titulada Che Puan de Kedah. Ella fue elevada al rango de sultana consorte el 9 de enero de 2004, tras la muerte de Tuanku Bahiyah, la sultana anterior y primera esposa del sultán Abdul Halim.

## Primeros años
Haminah binti Hamidun nació el 15 de julio de 1953 en Bagan Serai, Perak. Ella es la cuarta de siete hermanos, nacidos en el seno del matrimonio formado por Haji Hamidun Taib e Isma Mohamad. Haminah fue educada en SK Matang Jelutong y posteriormente SM Inggeris Bagan Serai.

## Matrimonio
El 25 de diciembre de 1975, a los 22 años de edad, Haminah se casó con el sultán de Kedah, Abdul Halim, y se convirtió en su segunda esposa. Recibió el título de Che Puan de Kedah. La primera esposa de sultán Abdul Halim fue Tuanku Bahiyah, que murió el 27 de agosto de 2003. El 21 de noviembre, la Che Puan Haminah fue proclamada Sultana. Su ceremonia de coronación se llevó a cabo en la ciudad real de Anac Bukit el 9 de enero de 2004. 
Tras la instalación del sultán Abdul Halim como Yang di-Pertuan Agong el 13 de diciembre de 2011, Tuanku Haminah se convirtió en Raja Permaisuri Agong. Tuanku Haminah es la cuarta plebeya que se convirtió en una Raja Permaisuri Agong (Suprema Dama Reina), después de Tuanku Bainun binti Mohamad Ali de Perak, Tuanku Permaisuri Siti Aishah de Selangor y Tuanku Nur Zahirah de Terengganu.

## Aficiones
Entre las aficiones de la sultana destacan el golf, el tenis, el bádminton y la música. Además, ha participado en varios torneos de golf en Kedah e impulsó torneos de golf de mujeres aficionadas como el Kedah International Red Tee Invitational, en Langkawi.

## Títulos y estilos
- 15 de julio de 1953 – 25 de diciembre de 1975: Cik Haminah binti Hamidun.
- 25 de diciembre de 1975 – 21 de noviembre de 2003: Yang Teramat Mulia Che Puan Haminah binti Haji Hamidun.
- 21 de noviembre de 2003 – 13 de diciembre de 2011: Kebawah Duli Yang Maha Mulia Sultana Hajah Haminah.
- 13 de diciembre de 2011 – 12 de diciembre de 2016: Kebawah Duli Yang Maha Mulia Seri Paduka Baginda Raja Permaisuri Agong Tuanku Hajah Haminah.
- 12 de diciembre de 2016 – 11 de septiembre de 2017: Kebawah Duli Yang Maha Mulia Sultana Hajah Haminah binti Haji Hamidun.
- 11 de septiembre de 2017 - 21 de enero de 2018: Yang Maha Mulia Sultana Hajah Haminah binti Haji Hamidun.
- 21 de enero de 2018 - presents: Yang Maha Mulia Che Puan Besar Hajah Haminah binti Haji Hamidun.

## Distinciones honoríficas

### Distinciones honoríficas malayas
- Miembro de la Ilustrísima Real Orden Familiar de Kedah [DK] (Sultanato de Kedah, 09/01/2004).
- Miembro de la Ilustrísima Real Orden Halimí de Kedah [DKH] (Sultanato de Kedah, 16/07/2008).
- Miembro de la Exaltadísima Orden de la Corona del Reino [DMN] (Reino de Malasia, 11/04/2012).[3]
- Miembro de la Suprema Orden de Sri Mahawangsa [DMK] (Sultanato de Kedah, 20/01/2017).[4]

### Distinciones honoríficas extranjeras
- Dama Gran Cruz de la Ilustrísima Orden de Chula Chom Klao (Reino de Tailandia, 02/09/2013).[5]
- Dama Gran Cordón de la Orden de la Preciosa Corona (Imperio de Japón, 03/10/2012).